# Uralkali
Uralkali es una empresa rusa de fertilizantes de potasas, creada en 1930. La compañía tiene su sede en Berezniki, Krai de Perm, Federación rusa, en los alrededores de Berezniki y Solikamsk están ubicadas sus minas de potasa y plantas de procesamiento.

## Historia
En 1992 pasa de ser una empresa estatal a una por acciones. Sus acciones se comercializan en la bolsa de Londres con el símbolo URKA desde 2007; su mayor accionista es el multimillonario Suleyman Kerimov. La compañía tiene su sede en Berezniki, Krai de Perm, Federación rusa.
En abril de 2005 Uralkali junto con la bielorrusa Belaruskali crean la Belarusian Potash Company (BPC), con 50% y 45% de participación respectivamente. El objetivo de la BPC es reforzar la participación de ambas empresas en el mercado mundial del potasa llegando a tener un participación del 43%. LA BPC junto con la Canpotex, que tiene una participación del 27% del mercado, forman un duopolio - las dos empresas controlan el 70% de las exportaciones - en la producción y comercialización de la potasa y derivados. En agosto de 2013 se ponen fin al acuerdo que crea BPC por parte de Uralkali.
En diciembre de 2010, Uralkali anunció planes de comprar Silvinit; conjuntamente formarían uno de los mayores productores de potasa del mundo. La fusión fue materializada finalmente en julio de 2011.
El 9 de noviembre de 2012, Chengdong Investment Corp., una unidad del fondo soberano China Investment Corporation, compró bonos para ser cancelados en 2014 que eran intercambiables en participación en Uralkali. China Investment Corporation sería capaz de convertir su inversión en un 12,5% de participación en acciones ordinarias en Uralkali.

### Patrocinador de un equipo de F-1
En 2021, se anunció que Uralkali se convertiría en el patrocinador principal del equipo Haas F1 después de que Nikita Mazepin, hijo de Dmitry Mazepin, firmara con el equipo para la temporada 2021. Uralkali también patrocina los coches de Hitech GP en el Campeonato GB3.
En diciembre de 2021, "Uralkali" compró UPI Norte, holding brasileño y accionista de FertGrow SA, importante distribuidor local de fertilizantes. [22] "Uralkali-Invest" de Uralkali realizó una recompra del 3,4% de las acciones de Uralchem. A principios de 2022, el total del 22,36% de las acciones con derecho a voto de Uralkali está en el balance de "Uralkali-Invest". Antes de 2021, la división de inversiones de Uralkali también adquirió el 18,5% del capital social de Uralchem de Dmitry Lobiak, el socio comercial del Sr. Mazepin. [23]

### Rescisión de contrato en F-1
En febrero de 2022, como consecuencia de la invasión rusa de Ucrania, Haas eliminó la marca de su patrocinador Uralkali de sus automóviles y equipos, [24] antes de rescindir el contrato de patrocinio de Uralkali, así como el contrato de conductor ruso Nikita Mazepin, que se basaba en el Uralkali. El patrocinio económico era suministrado por el padre del piloto, muy cercano al presidente Putin y de acuerdo a las sanciones estadounidenses, en donde una empresa de este país no puede tener tratos comerciales con socios rusos.